# Lucas (Filmfestival)
Lucas (eigene Schreibweise: LUCAS) ist ein deutsches Filmfestival für aktuelle, internationale Kinder- und Jugendfilm-Produktionen, das jährlich in Frankfurt am Main, Offenbach am Main und Wiesbaden stattfindet. Das Programm richtet sich an ein junges Publikum von vier Jahren bis 18plus. Im Fokus stehen die Begegnungen mit Filmschaffenden aus aller Welt, die den Kindern und Jugendlichen in Filmgesprächen Rede und Antwort stehen. Gegründet wurde es 1975 und ist damit das älteste deutsche Filmfestival für ein junges Publikum. 2016 wurde das Festival neu konzipiert und erhielt den Namen LUCAS – Internationales Festival für junge Filmfans.

## Festival und Wettbewerb
Neuerungen waren die Erweiterung der Zielgruppe um Jugendliche und junge Erwachsene sowie der verstärkte Fokus auf die aktive Teilhabe der jungen Cineasten am Festival. Um der Meinung der Kinder und Jugendlichen bei dem Festival ausreichend Gewicht zu verleihen, sitzen seit 1985 nicht nur erwachsene Experten in der Jury, sondern auch Kinder und Jugendliche, die gleichberechtigt über die Vergabe der LUCAS Preise mit entscheiden.
Verschiedene Jurys bewerten das Wettbewerbsprogramm von LUCAS und vergeben die Preise: In den Sektionen ab 8 Jahren und ab 13 Jahren wird jeweils der beste abendfüllende Film (dotiert mit 5000 €) und der beste Kurzfilm (dotiert mit 2000 €) ausgezeichnet. Zudem wird in der Sektion ab 13 Jahren ein abendfüllender Film mit dem Preis für eine „außergewöhnliche cineastische Leistung“ (dotiert mit 2000 €) geehrt.
Seit 1995 entscheiden die LUCAS-Besucher mit und können ihren beliebtesten Film mit dem LUCAS-Publikumspreis küren.
Zudem vergibt eine Jury einen Preis der European Children's Film Association (ECFA) an den besten europäischen Kinder- und Jugendfilm in der Sektion ab 8 Jahren.
Seit der Neugestaltung 2016 kuratieren Kinder und Jugendliche eigene Filmprogramme und moderieren Filmgespräche mit internationalen Gästen. Die Leitung des Festivals setzt bei der Auswahl der Filme auf Qualität und möchte nicht nur Premieren und speziell als für die Zielgruppe geeignet gekennzeichnete Filme zeigen. In der neuen Sektion der Young European Cinephiles bestimmen filmaffine Jugendliche aus ganz Europa das Abendprogramm des Festivals selbst.
LUCAS ist eine zentrale Plattform für Filmvermittler und Filmpädagogen und veranstaltet begleitend zum Festival Fachtagungen wie die Zukunftswerkstatt „Film, Flucht und Interkultur“ (2016) oder den Fachtag „Film bildet!“ der Gesellschaft für Medienpädagogik und Kommunikation (2017).

## Förderer
LUCAS wird gefördert von der Stadt Frankfurt am Main, der Stadt Eschborn, dem Hessischen Ministerium für Wissenschaft und Kunst, der HessenFilm und Medien, der Beauftragten der Bundesregierung für Kultur und Medien, der Hessischen Landesanstalt für privaten Rundfunk und neue Medien, der Fraport AG, der Nassauischen Sparkasse, dem Förderkreis des Deutschen Filminstituts, der Fazit-Stiftung, der ABG Frankfurt Holding, der Wirtschaftsförderung Film in Frankfurt und Škoda Auto Deutschland.
2016 wurde LUCAS von „kulturMut“, der Crowdfunding-Initiative der Aventis Foundation und des Kulturfonds Frankfurt RheinMain, ausgezeichnet.

## Preisträger
2008
- Bester Langfilm: Mein bester Freund (Un château en Espagne) (Regie: Isabelle Doval) (Frankreich)
- Bester Kurzfilm: Crybaby (Pusling) (Dänemark)
- Don-Quijote-Preis der F.I.C.C.-Jury: Phoebe im Wunderland (Phoebe in Wonderland) (Regie: Daniel Barnz) (Vereinigten Staaten)

2009
- Bester Langfilm: Carlitos großer Traum (Carlitos y el campo de los sueños) (Regie: Jesús del Cerro) (Spanien)
- Bester Kurzfilm: Die geschwätzige Maus (Le Mulot menteur) (Regie: Andrea Kiss) (Belgien/Frankreich/Ungarn)
- Prix CIFEJ: Morisson (Morrison krijgt een zusje) (Niederlande)
- Don-Quijote-Preis der F.I.C.C.-Jury: Babak (Zamani baraye doust dashtan) (Iran)

2010
- Bester Langfilm: Ich bin Kalam (I am Kalam) (Regie: Nila Madhab Panda) (Indien)
- Bester Kurzfilm: Kavi (Vereinigten Staaten/Indien)
- Bester Kurzfilm Animation: Die Stille unter der Rinde (Le silence sous l’écorce) (Frankreich)
- Don-Quijote-Preis der F.I.C.C.-Jury: Ich bin Kalam (I am Kalam) (Indien)
- Preis der CIFEJ-Jury: Mein liebster Feind (Min bedste Fjende) (Regie: Oliver Ussing) (Dänemark)
- LUCAS-Publikumspreis: Der weiße Löwe (White Lion) (Regie: Michael Swan) (Südafrika)[7]

2011
- Bester Langfilm: Der fremde Pilot (The Runway) (Regie/Drehbuch: Ian Power) (Irland/Luxemburg)
- Bester Kurzfilm: Cristianos Shirt (Le Maillot de Cristiano) (Regie/Drehbuch: Vincent Bruno) (Belgien)
- Bester Animierter Kurzfilm: Die Augen des Leuchtturms (Os Olhos do Farol) (Regie/Drehbuch: Pedro Serrazina) (Portugal)
- Don-Quijote-Preis der F.I.C.C.-Jury: The Liverpool Goalie oder: Wie man die Schulzeit überlebt! (Keeper’n til Liverpool) (Regie: Arild Andresen) (Norwegen)
- Der Goldene Buchstabe: Der fremde Pilot (The Runway) (Regie/Drehbuch: Ian Power) (Irland/Luxemburg)
- LUCAS-Publikumspreis: Tigre og Tatoveringer (Tiger & Tattoos) (Regie/Drehbuch: Karla Bengtson) (Dänemark)

2012
- Langfilmpreis: Bitte Bleib (Blijf!) (Regie: Lourens Blok) (Niederlande 2011)
- Kurzfilmpreis: Wilder Vogel (Vildfugl) (Regie: Jacob Bitsch) (Dänemark 2012)
- Animationsfilmpreis: Pishto geht weg (Pishto uyeszhayet) (Regie: Sonya Kendel) (Russland 2012)
- Jugendfilmpreis: On the Ice (Regie: Andrew Okpeaha MacLean) (Vereinigten Staaten 2011)
- LUCAS Publikumspreis: Die Dschungelbande (Les As de la Jungle – Operation Banquise) (Regie: David Alaux, Eric Tosti) (Frankreich 2011)

2013
- Langfilmpreis: Felix (Regie: Roberta Durrant) (Südafrika 2013)
- Kurzfilmpreis: Mimoun (Regie: Tallulah Schwab) (Niederlande 2012)
- Animationsfilmpreis: Hase und Hirsch (Nyuszi és öz) (Regie: Péter Vácz) (Ungarn 2013)
- Jugendfilmpreis (Sir Peter Ustinov Jugendfilmpreis): For No Eyes Only (Regie: Tali Barde) (Deutschland 2013)
- Darstellerpreis (Sir Peter Ustinov Newcomer Award): Nader Sarhan für Alì Blue Eyes (Alì ha gli occhi Azzurri) (Regie: Claudio Giovannesi) (Italien 2012)
- ECFA Award: Meine Mutter ist in Amerika und hat Buffalo Bill getroffen (Ma Maman est en Amérique, elle a rencontré Buffalo Bill) (Regie: Marc Boréal, Thibaut Chatel) (Frankreich 2013)
- LUCAS Publikumspreis: Das Pferd auf dem Balkon (Regie: Hüseyin Tabak) (Österreich 2012)

2014
- Langfilmpreis: Purok 7 (Regie: Carlo Obispo) (Philippinen 2013)
- Kurzfilmpreis: Pyse (Regie: Siri Rutlin) (Norwegen 2013)
- Animationsfilmpreis: The Magnificent Lion Boy (Regie: Ana Caro Sabogal) (Vereinigtes Königreich 2013)
- Jugendfilmpreis (Sir Peter Ustinov Jugendfilmpreis): Jongens (Regie: Mischa Kamp) (Niederlande 2014)
- Darstellerpreis (Sir Peter Ustinov Newcomer Award): Ahmed Bayatra für Giraffada (Regie: Rani Massalha) (Deutschland, Italien, Frankreich, Palästina 2013)
- ECFA Award: Die Baumhauskönige (Bouwdorp) (Regie: Margien Rogaar) (Niederlande 2014)
- LUCAS Publikumspreis: Mister Twister – Eine Klasse macht Camping (Mees Kees op kamp) (Regie: Barbara Bredero) (Niederlande 2013)

2015
- Langfilmpreis: Meeresrauschen (Ho Gaana Pokuna) (Regie: Indika Ferdinando) (Sri Lanka 2014)
- Kurzfilmpreis: Johnny Bakru (Regie: Ineke Houtman) (Niederlande 2014)
- Animationsfilmpreis: Mutterliebe (Pro Mamu) (Regie: Dina Velikovskaja) (Russland 2014)
- Jugendfilmpreis (Sir Peter Ustinov Jugendfilmpreis): Conducta – Wir werden sein wie Che (Conducta) (Regie: Ernesto Daranas) (Cuba 2013)
- Darstellerpreis (Sir Peter Ustinov Newcomer Award): für Gijs Blom in Pijnstillers / Painkillers (Regie: Tessa Schramm) (Niederlande 2014)
- ECFA Award: About a Girl (Regie: Mark Monheim) (Deutschland 2014)
- LUCAS Publikumspreis: Mister Twister – Mäuse, Läuse und Theater (Mees Kees op de Planken) (Regie: Barbara Bredero) (Niederlande 2014)

2016
- bester abendfüllender Film Kategorie 8+: Offline – Das Leben ist kein Bonuslevel (Regie: Florian Schnell) (Deutschland 2016)
- bester abendfüllender Film Kategorie 13+: Sparrows (Regie: Rúnar Rúnarsson) (Island, Dänemark, Kroatien 2015)
- bester kurz- oder mittellanger Film Kategorie 8+: Yaadikoone (Regie: Marc Picavez) (Frankreich 2016)
- bester kurz- oder mittellanger Film 13+: Junge mit Kamera (Kemerali Çocuk) (Regie: İbrahim Yeşilbaş) (Türkei 2016)
- LUCAS Publikumspreis: Wild (Sairat) (Regie: Nagraj Manjule) (Indien 2016)
- Sir Peter Ustinov Preis: Kaum öffne ich die Augen (À peine j'ouvre les Yeux) (Regie: Leyla Bouzid) (Frankreich, Belgien, Vereinigte Arabische Emirate, Tunesien 2015)
- ECFA Award: RAUF (Regie: Bariş Kaya, Soner Caner) (Türkei 2016)

2017
- bester abendfüllender Film Kategorie 8+: Oskars Amerika (Oskar's America) (Regie: Torfinn Iversen) (Norwegen, Schweden 2017)
- bester abendfüllender Film Kategorie 13+: Ava (Regie: Léa Mysius) (Frankreich 2017)
- bester Kurzfilm Kategorie 8+: Lieber Papa (Cher Papa) (Regie: diverse Kinder) (Belgien 2016)
- bester Kurzfilm 13+: Mister Coconut (Regie: Margien Rogaar) (Niederlande 2016)
- LUCAS Publikumspreis: Villads aus Valby (Villads Fra Valby) (Regie: Frederik Nørgaard) (Dänemark 2015)
- Preis für eine außergewöhnliche cineastische Leistung: Steuermann (Gamichi) (Regie: Majid Esmaeili) (Iran 2016)
- ECFA Award: Das Mädchen vom Änziloch (Regie: Alice Schmid) (Schweiz 2016)

2018
- bester Langfilm 8+: JEG ER WILLIAM (Ich bin William) (DK 2017. R: Jonas Elmer)
- bester Kurzfilm 8+: Yīzhí qí ya yīzhí qí (Bleib Dran) (TW 2016. R: Ya-yu Lin)
- bester Langfilm 13+: Madelines Madeline (USA 2018. R: Josephine Decker. DB: Josephine Decker, Donna Di Novelli)
- außergewöhnliche cineastische Leistung: JORDGUBBSLANDET (Erdbeerland) (SE 2016. R: Wiktor Ericsson)
- bester Kurzfilm 13+:  NGITI NI NAZARENO (Nazarenos Lächeln) (PH 2018. R: Louie Ignacio)
- LUCAS Youngsters Award: RAFIKI (ZA/DE/NL/FR/KE/NO 2018. R: Wanuri Kahiu DB: Wanuri Kahiu, Jena Cato Bass)
- ECFA-Award: TUNGESKJÆRNE (Zungenschneider) (NO 2017. R: Solveig Melkeraaen)
- Bridging the Borders Award: RAFIKI (ZA/DE/NL/FR/KE/NO 2018. R: Wanuri Kahiu DB: Wanuri Kahiu, Jena Cato Bass)
- Publikumspreis: SATURDAY CHURCH (USA 2017. R: Damon Cardasis. DB: Damon Cardasis)

2019
- bester Langfilm 8+: MIJN BIJZONDER RARE WEEK MET TESS (Meine wunderbar seltsame Woche mit Tess) (NL/DE 2019. R: Steven Wouterlood. DB: Laura van Dijk).
- bester Kurzfilm 8+: IJRAIN MARADONA (Maradonas Beine) (DE/PS 2018. R: Firas Khoury)
- bester Langfilm 13+: GIANT LITTLE ONES (CA 2018. R: Keith Behrman. DB: Keith Behrman)
- außergewöhnliche cineastische Leistung: YOUR TURN (Du bist dran) (BR 2019. R: Eliza Capai. DB: Eliza Capai)
- bester Kurzfilm 13+: FUCK LES GARS (Scheiss auf die Jungs) (CA 2018. R: Anthony Coveney)
- LUCAS Youngsters Award: LES MÉTÉORITES (Meteoriten) (FR 2018. R: Romain Laguna. DB: Romain Laguna, Salvatore Lista)
- ECFA-Award: MIJN BIJZONDER RARE WEEK MET TESS (Meine wunderbar seltsame Woche mit Tess) (NL/DE 2019. R: Steven Wouterlood. DB: Laura van Dijk).
- Bridging the Borders Award: CHUSKIT (IN 2018. R: Priya Ramasubban. DB: Priya Ramasubban)
- Publikumspreis: THE WAYANG KIDS (Die Wayang-Kinder) (SG 2018. R: Raymond Tan. DB: Puay-Kiong Lim, Dennis Lai, Kah-Sing Cheah, Raymond Tan)

2020
- bester Langfilm 8+:  L’EXTRAORDINAIRE VOYAGE DE MARONA  (Maronas fantastische Reise) (RO/FR/BE 2019. Regie: Anca Damian. Drehbuch: Anca Damian, Anghel Damian)
- bester Kurzfilm 8+: IN GERMANY (In Deutschland) (DE/GN 2019. Regie: Christoph Mushayija Rath)
- bester Langfilm 13+: DAYS OF THE BAGNOLD SUMMER (GB 2020. Director: Simon Bird. Drehbuch: Lisa Owens, Joff Winterhart)
- außergewöhnliche cineastische Leistung: NOTRE DAME DU NIL (FR/BE/RW 2019. Regie: Atiq Rahimi. Drehbuch: Atiq Rahimi, Ramata Toulaye-Sy)
- bester Kurzfilm 13+: THE DREAM (Der Traum) (CO 2020. Regie: Santiago Sánchez)
- LUCAS Youngsters Award: ECSTASY (BR/USA 2020. Regie & Drehbuch: Moara Passoni)
- ECFA-Award: L’EXTRAORDINAIRE VOYAGE DE MARONA  (Maronas fantastische Reise) (RO/FR/BE 2019. Regie: Anca Damian. Drehbuch: Anca Damian, Anghel Damian)
- Bridging the Borders Award: ANTIGONE (CA 2019. Regie & Drehbuch: Sophie Deraspe) & LOS LOBOS (Die Wölfe) (MX 2019. Regie: Samuel Kishi Leopo. Drehbuch: Samuel Kishi Leop)
- Publikumspreis: ANTIGONE (CA 2019. Regie & Drehbuch: Sophie Deraspe)

2021
- bester Langfilm 8+: Even Mice Belong in Heaven (CZ/FR/PL/SK 2020. Regie: Denisa Grimmová, Jan Bubeníček)
- bester Kurzfilm 8+: Mum is  Pouring Rain (FR 2021. Regie: Hugo de Faucompret)
- bester Langfilm 13+: La TraviataA, My Brothers and I  (FR 2021. Regie: Yohan Manca.)
- außergewöhnliche cineastische Leistung: The Reason I Jump (USA/GB 2020. Regie: Jerry Rothwell)
- bester Kurzfilm 13+: Contusion  (IR 2021. Regie: Amin Anari)
- LUCAS Youngsters Award: The Whaler Boy (RU/PL/BE 2020. Regie: Philipp Yuryev.)
- Stadtteiljury Award: Sea Dragon (UK 2020. Regie: James Morgan)
- ECFA-Award: Mica(FR/MA 2020. Regie: Ismaël Ferroukhi)
- Cinema Without Borders | Bridging the Borders Award: The Reason I Jump (USA/GB 2020. Regie: Jerry Rothwell) & Mica (FR/MA 2020. Regie: Ismaël Ferroukhi)
- Publikumspreis: Sihja, the Rebel Fairy, originale Filmtitel kursiv (FL/NL/NO 2021. Regie: Marja Pyykkö)

2022
- bester Langfilm 8+: DOUNIA & THE PRINCESS OF ALEPPO (Dounia & die Prinzessin von Aleppo) (CA 2022. R: Marya Zarif, André Kadi. DB: Marya Zarif)
- bester Kurzfilm 8+: BLACK RAINBOW (Schwarzer Regenbogen) (PH 2021. R: Zig Dulay)
- bester Langfilm 13+: FALCON LAKE (CA/FR 2022. R: Charlotte Le Bon. DB: Charlotte Le Bon)
- außergewöhnliche cineastische Leistung: PLAYGROUND (Pausenhof) (Un monde. BE 2021. R: Laura Wandel. DB: Laura Wandel)
- bester Kurzfilm 13+: HARTA (ES 2021. R: Júlia de Paz Solvas)
- LUCAS Youngsters Award: TORI AND LOKITA (FR/BE 2022. R/DB: Jean-Pierre Dardenne, Luc Dardenne)
- Stadtteiljury Award: HERR SCHNURRS MAGISCHER KOFFER (DE 2021. R: Niklas Bauer)
- ECFA-Award: ONE IN A MILLION (DE 2022. R: Joya Thome. DB: Lydia Richter, Joya Thome, Philipp Wunderlich)
- Cinema Without Borders | Bridging the Borders Award: PLAYGROUND (Pausenhof) (Un monde. BE 2021. R: Laura Wandel. DB: Laura Wandel)
- Publikumspreis: How I Learned to Fly (Wie ich fliegen lernte) (RS/HR/BG/SK 2022. R: Radivoje Andrić. DB: Ljubica Lukovi)

Die Veranstalter des Lucas-Filmfestivals sind das DFF – Deutsches Filminstitut & Filmmuseum.